# والتر شتيربياك
والتر شتيربياك (بالإنجليزية: Walter Szczerbiak)‏ مواليد 21 أغسطس 1949 في هامبورغ، ألمانيا الغربية، هو لاعب كرة سلة أمريكي سابق. تم اختياره من قبل فريق فينيكس صنز خلال الدرافت. يبلغ طوله 6 قدم 6 بوصة (2.0 م).

## المسيرة الاحترافية
لعب مع ريال مدريد لكرة السلة في الدوري الإسباني من سنة 1973 إلى 1980، ثم لعب مع أماتوري أوديني من سنة 1980 إلى 1982، ثم لعب مع كانارياس لكرة السلة في الدوري الإسباني في موسم 1983–1984.

## روابط خارجية
- والتر شتيربياك على موقع سبورتس رفرنس (الإنجليزية)
- والتر شتيربياك على موقع الدوري الإسباني لكرة السلة (الإسبانية)
- والتر شتيربياك على موقع كلية كرة السلة في سبورتس رفرنس.كوم (الإنجليزية)
- والتر شتيربياك على موقع ريلجم (الإنجليزية)
- والتر شتيربياك على موقع بروبوليرز (الإنجليزية)
- والتر شتيربياك على موقع سبورتس رفرنس (الإنجليزية)